# Amazon
Amazon (Amazon.com, Inc.) — американская компания, крупнейшая в мире на рынках платформ электронной коммерции и публично-облачных вычислений по выручке и рыночной капитализации. Штаб-квартира — в Сиэтле. Amazon входит в большую пятёрку американских технологических компаний.
Основана Джеффом Безосом 5 июля 1994 года как интернет-магазин по продаже книг, но позже диверсифицировалась, начав продавать видео, MP3, аудиокниги (как потоковым способом, так и через возможность загрузки), программное обеспечение, видеоигры, электронику, одежду, мебель, еду, игрушки и ювелирные изделия. Компания также владеет издательским подразделением Amazon Publishing, киностудией Amazon MGM Studios, производит линии бытовой электроники, включая электронные книги Kindle, планшеты Amazon Fire, Fire TV и смарт-динамик Echo, и является крупнейшим в мире поставщиком услуг в моделях IaaS и PaaS (Amazon Web Services). Поддерживает отдельные розничные сайты для некоторых стран, а также предлагает международную доставку своих продуктов в другие страны. Около 200 миллионов человек подписались на Prime Video.

## История

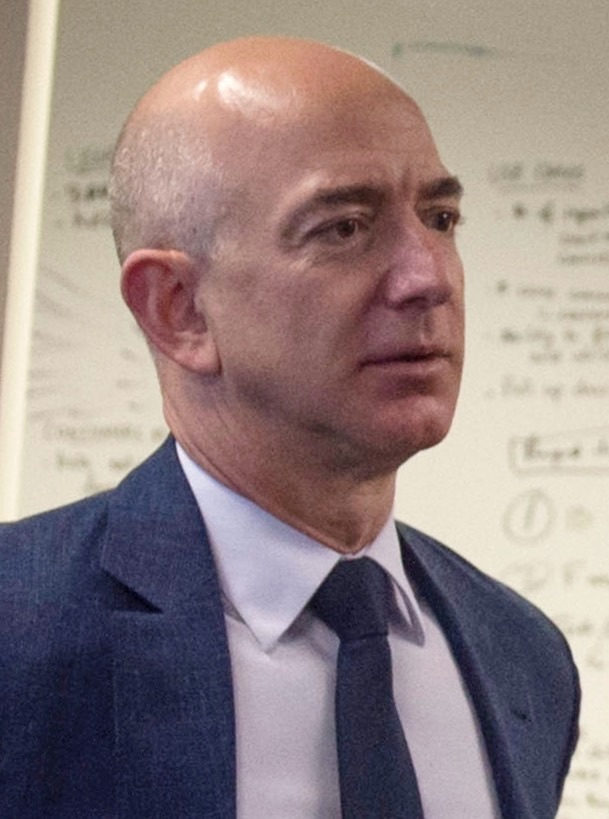
Основатель Amazon Джефф Безос

Компания Amazon.com была создана 5 июля 1994 года американским предпринимателем Джеффом Безосом; компания была названа в честь реки Амазонки, самой полноводной реки в мире. Изначально компания занималась продажей книг через интернет. Компания была одной из первых на этом рынке, и Безос стремился занять как можно большую долю на нём до того, как появятся серьёзные конкуренты. К декабрю 1996 года у Amazon.com было 180 тыс. клиентов, а в октябре 1997 года — 1 млн. В июне 1998 года магазин начал продавать музыкальные диски, а в ноябре того же года — видеопродукцию. В том же году были куплены сайты по торговле книгами в Великобритании и Германии. Также Amazon начала предлагать посреднические услуги другим торговым сайтам, уже к 1999 году у неё было 350 тыс. таких клиентов. В 1999 году в ассортименте появились MP3-записи, программное обеспечение, видеоигры, электроника, одежда, мебель, пищевые продукты и игрушки. Часть средств для такого быстрого роста принесло первичное размещение акций 15 мая 1997 года на бирже NASDAQ, которое принесло 54 млн долларов.
В 2002 году была создана дочерняя компания Amazon Web Services; первоначально она занималась отслеживанием популярности сайтов и ведением другой статистики в интернете, а с 2006 года начала также предлагать услуги по хранению и обработке данных на своих серверах. Эти услуги быстро приобрели популярность, в 2007 году на серверах компании хранилось 10 млрд файлов, а в 2012 году — 950 млрд файлов; по состоянию на 2012 год около 1 % интернет-трафика проходило через серверы Amazon.
В 2006 году была куплена компания Shopbop. В 2009 году за 847 млн долларов была куплена компания по торговле обувью Zappos.
В 2007 году компания начала выпуск электронных книг Kindle, а в 2011 году — планшетных компьютеров Kindle Fire. Также в 2011 году была создана издательская дочерняя компания Amazon Publishing.
В 2010 году поглощена компания Quidsi (Diapers.com) за 545 млн долларов.
18 октября 2011 года Amazon.com анонсировала партнёрство с одним из самых известных издательств комиксов DC Comics. Согласно договорённостям, Amazon получит эксклюзивные права на электронные версии самых популярных комиксов включая «Супермена», «Бэтмена», «Зелёный Фонарь», «Песочного человека» и «Хранителей». Новое партнёрство предполагает, что главный конкурент Amazon, Barnes & Noble, будет вынужден удалить все эти электронные версии комиксов с полок своего интернет-магазина. Теперь купить комиксы будет возможно только посредством планшета Kindle Fire, запущенного в продажу компанией Amazon за три дня до этого.
В 2011 году в компании Amazon.com работало 30 тыс. сотрудников.
В 2012 году корпорация купила компанию Kiva Systems (в настоящее время — Amazon Robotics), производителя складских роботов, предназначенных для перемещения товаров в автоматическом режиме. По оценке аналитиков Уолл-стрит, внедрение роботов для автоматизации складских операций позволит Amazon сократить издержки на подготовку заказов на 40 %.
С апреля 2013 года на рынок потоковых мультимедиа вышла дочерняя компания Amazon Studios, которая занимается производством художественных телефильмов и сериалов.
9 октября 2014 года объявлено о планах по открытию на Манхэттене (Нью-Йорк) первого в своей истории офлайн-магазина. Чуть позже появилась информация ещё об одном магазине — на этот раз в Сан-Франциско.
В 2015 году Amazon превзошла Walmart как самый дорогой ретейлер в США по рыночной капитализации
5 апреля 2016 года компанией была зарегистрирована патентная заявка на систему хранения и доставки товаров, в которой используются дирижабли и беспилотные аппараты. 7 декабря 2016 года Безос заявил, что фирмой была осуществлена первая доставка товара покупателю с помощью беспилотника.
На конец 2016 года в компании работало 180 тыс. сотрудников.
В 2017 году была куплена сеть супермаркетов Whole Foods Market за 14 млрд $. 22 января 2018 года компания открыла первый в мире автоматизированный супермаркет Amazon Go. В магазине отсутствуют кассиры. Всё, что нужно для покупки товара — это скачать приложение, сгенерировать QR-код, приложить его к турникетам, взять нужные вам продукты и выйти из магазина.
Во II квартале 2018 года Amazon увеличил чистую прибыль почти в 13 раз по сравнению с аналогичным периодом 2017 года, показатель впервые превысил 2 млрд $. 4 сентября 2018 года капитализация компании превысила 1 трлн $, сделав Amazon второй в истории фирмой, вышедшей за этот рубеж (после Apple).
В 2019 году компания запустила благотворительную программу для независимых продавцов — Fulfillment by Amazon Donations. Согласно программе непроданные или возвращенные товары будут передаваться через благотворительные организации нуждающимся.
2 февраля 2021 года Amazon объявила, что основатель компании Джефф Безос покинет пост генерального директора, сохранив должность председателя совета директоров. По словам миллиардера, он продолжит участвовать в важных проектах организации, но при этом намерен уделять больше времени своему благотворительному фонду Bezos Earth Fund, газете The Washington Post, фонду Amazon Day 1 Fund и аэрокосмической компании Blue Origin. Новым главой Amazon станет Энди Джесси, который до этого возглавлял Amazon Web Services.
В мае 2021 года Amazon в пресс-релизе сообщила о покупке одной из старейших студий Голливуда Metro-Goldwyn-Mayer (MGM) за 8,45 млрд $. Студия владеет более 4 тыс. фильмов и 17 тыс. телешоу, среди которых кинофраншизы о Джеймсе Бонде, Рокки и Хоббите. В Amazon отметили, что MGM дополнит работу Amazon Studios.
В декабре 2021 года итальянское управление по контролю за рыночной конкуренцией (AGCM) наложило на американского интернет-ретейлера Amazon штраф 1,128 млрд € за злоупотребление доминирующим положением на рынке.
В марте 2022 года компания Amazon прекратила отправку товаров в РФ по причине вторжения России на Украину.
В ноябре 2022 года стало известно, что рыночная капитализация Amazon упала ниже 1 трлн $ впервые с апреля 2020 года. После публикации слабой финансовой отчетности, а также не впечатляющих прогнозов на остаток 2022 года инвесторы стали массово продавать акции компании. С начала года акции компании упали на 42 %.
Согласно данным The New York Times, опубликованным 15 ноября 2022 года, компания Amazon планирует сократить 10 тыс. работников. Сокращения коснутся работников занимающихся разработкой новых устройств, розничной продажей и отдела кадров.
По итогам 2022 года компания получила чистый убыток в 2,7 млрд долларов (по сравнению с прибылью 33,4 млрд годом ранее), в основном он был вызван обесцениванием инвестиций в производителя электромобилей Rivian.
В январе 2024 года суд в Москве назначил компании оборотный штраф в размере более 200 млн рублей за отсутствие представительства в РФ.
В декабре 2024 года Amazon на конференции AWS re:Invent представила линейку больших языковых моделей Nova. В неё входит 3 модели: Amazon Nova Micro для работы с текстом, Amazon Nova Lite, способную генерировать также изображения и видео, и Amazon Nova Pro — наиболее продвинутую, мультимодальную модель.
29 апреля 2025 года Amazon запустил первые 27 спутников, которые создадут спутниковую группировку для раздачи широкополосного интернета, сеть будет конкурировать со Starlink от SpaceX. В общей сумме Amazon планирует отправить на низкую околоземную орбиту 3236 спутников в рамках проекта Kuiper. Этот проект стоит 10 млрд $, он предназначен для передачи широкополосного интернета по всему миру для потребителей, предприятий и правительств, в том числе клиентов Starlink. Amazon рассчитывает начать предоставлять услуги клиентам в конце 2025 года.

## Деятельность

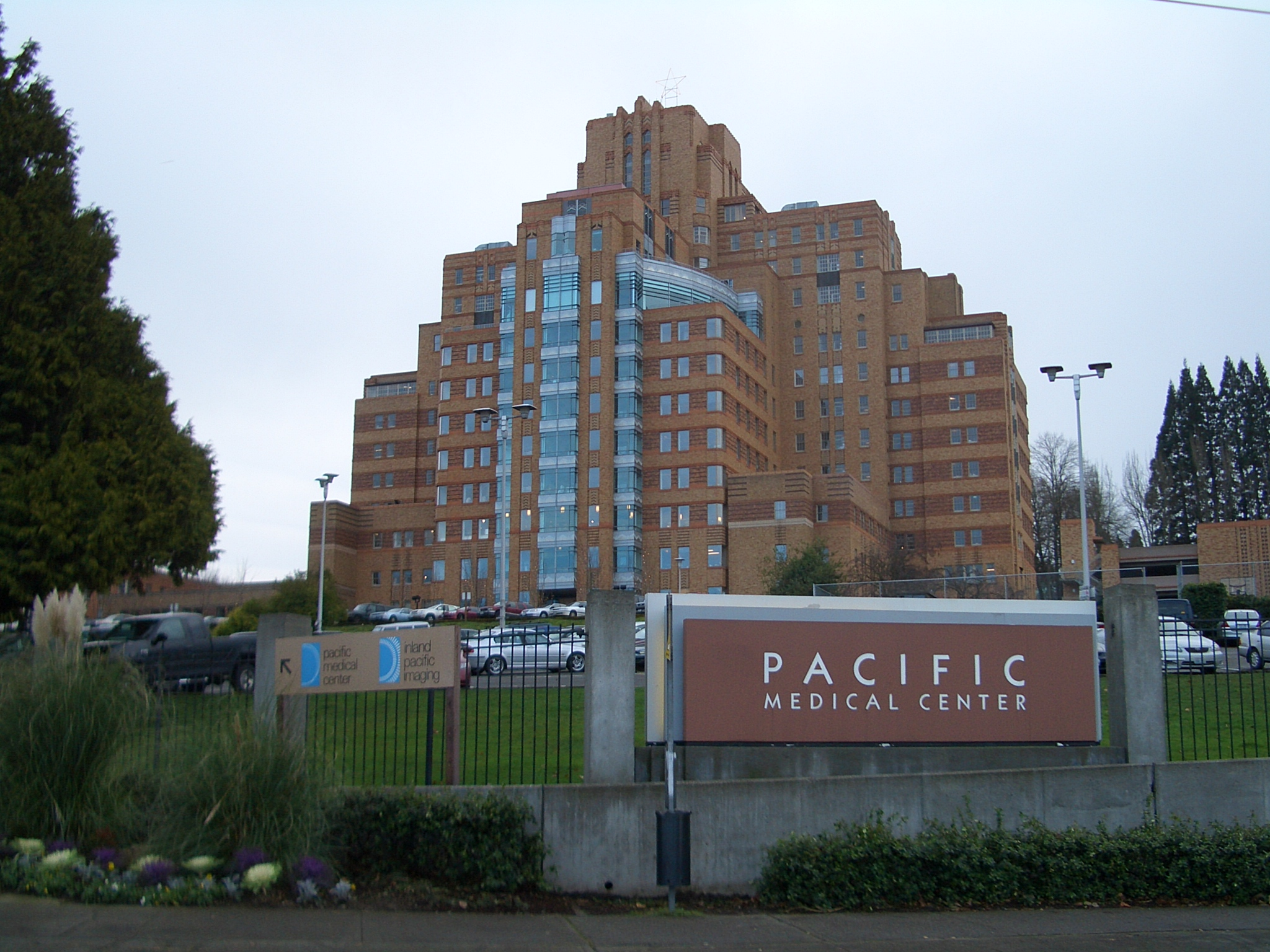
Бывшая штаб-квартира Amazon Global Resources (Amazon.com) в здании Тихоокеанского Медицинского Центра (PacMed) в Сиэтле

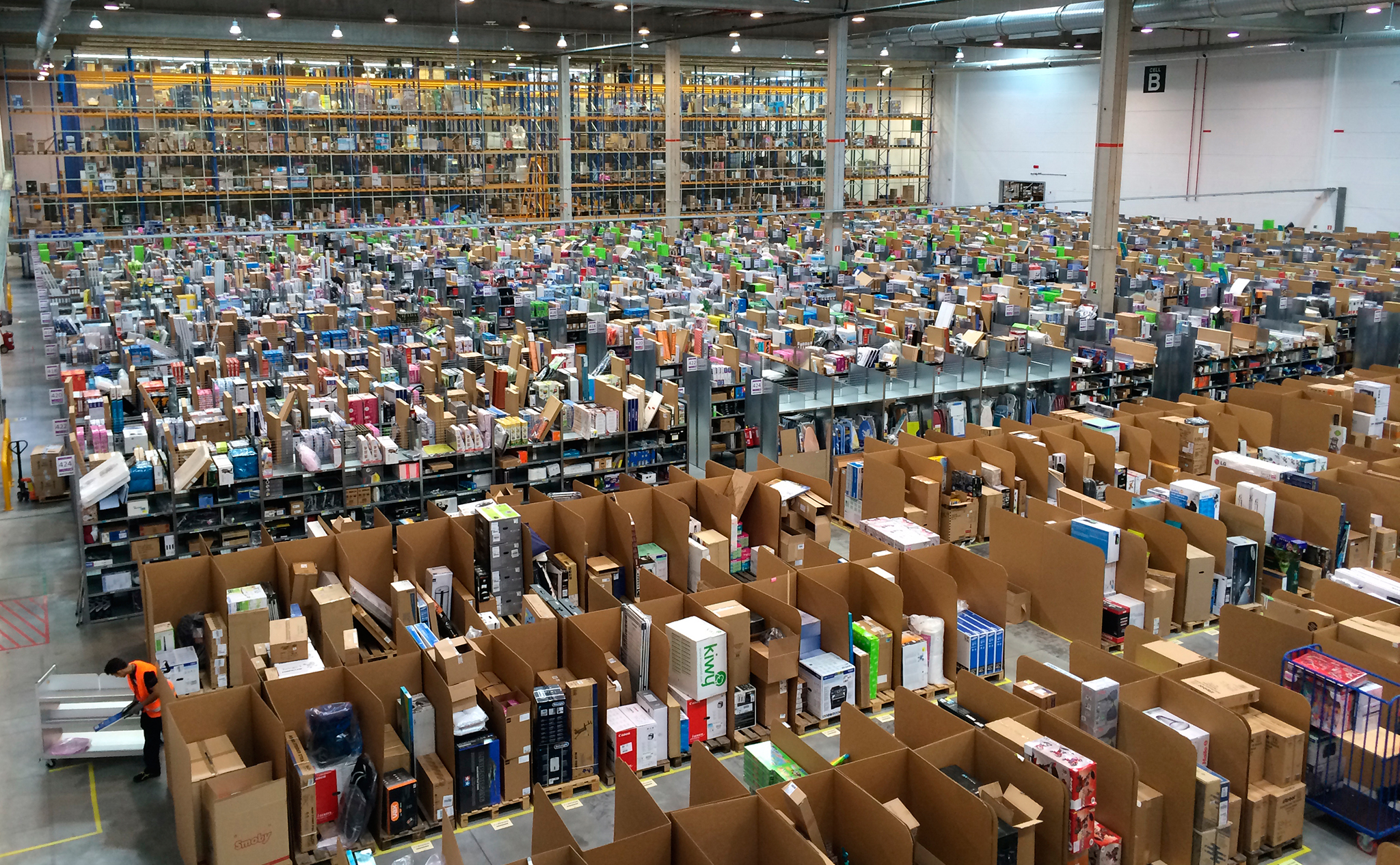
Вид на внутреннее устройство испанского логистического центра Amazon España в Сан-Фернандо в пригороде Мадрида (2013)

Деятельность компании включает производство электроники и медиа-контента, перепродажу товаров и контента других производителей, предоставление торговых площадей сторонним продавцам, хостинг, облачные вычисления и хранение информации, доставку товаров, рекламные услуги, оформление подписки на доступ к платному контенту. Торговля осуществляется в основном через интернет, но в Северной Америке есть и физические магазины.
Подразделения по состоянию на 2022 год:
- Северная Америка — продажи через интернет-магазины и физические магазины в США, Канаде и Мексике (включая экспорт со складов в этих странах); выручка 315,9 млрд долларов, операционный убыток 2,8 млрд долларов.
- Международная деятельность — продажи через интернете магазины со складов вне Северной Америки; выручка 118,0 млрд долларов, операционный убыток 7,7 млрд долларов.
- Amazon Web Services — предоставление ресурсов своих дата-центров коммерческим, правительственным и академическим организациям; выручка 80,1 млрд долларов, операционная прибыль 22,8 млрд долларов.

По категориям товаров и услуг выручка за 2022 год распределились следующим образом:
- продажи через интернет-магазины — 220,0 млрд,
- продажи через физические магазины — 19,0 млрд,
- услуги сторонним продавцам — 117,7 млрд,
- оформление подписки — 35,2 млрд,
- рекламные услуги — 37,7 млрд,
- Amazon Web Services — 80,1 млрд.

По доле в выручке ключевыми странами для компании были США (356,1 млрд), Германия (33,6 млрд), Великобритания (30,1 млрд), Япония (24,4 млрд).
В списке крупнейших публичных компаний мира Forbes Global 2000 за 2022 год компания заняла 6-е место.

### Международная экспансия

Страны, где работает маркетплейс Amazon

У компании также есть филиалы за пределами США, в том числе Австралии, Бразилии, Канаде, Великобритании, Германии, Японии, Франции, Италии, Польше, Испании, Индии, Турции, ОАЭ и Китае.
| Регион  | Страна            | Доменное имя  | Начало работы | Комментарий                                                                                     |
| ------- | ----------------- | ------------- | ------------- | ----------------------------------------------------------------------------------------------- |
| Африка  | Египет            | amazon.eg     | Сентябрь 2021 | Ранее была известна как Souq.com                                                                |
| Америка | Бразилия          | amazon.com.br | Декабрь 2012  |                                                                                                 |
| Америка | Канада            | amazon.ca     | Июнь 2002     |                                                                                                 |
| Америка | Мексика           | amazon.com.mx | Август 2013   |                                                                                                 |
| Америка | США               | amazon.com    | Июль 1995     |                                                                                                 |
| Азия    | Китай             | amazon.cn     | Сентябрь 2004 | Ранее была известна как Joyo.com                                                                |
| Азия    | Индия             | amazon.in     | Июнь 2013     |                                                                                                 |
| Азия    | Япония            | amazon.co.jp  | Ноябрь 2000   |                                                                                                 |
| Азия    | Саудовская Аравия | amazon.sa     | Июнь 2020     | Ранее была известна как Souq.com                                                                |
| Азия    | Сингапур          | amazon.sg     | Июль 2017     |                                                                                                 |
| Азия    | Турция            | amazon.com.tr | Сентябрь 2018 |                                                                                                 |
| Азия    | ОАЭ               | amazon.ae     | Май 2019      | Ранее была известна как Souq.com                                                                |
| Европа  | Бельгия           | amazon.com.be | Октябрь 2022  |                                                                                                 |
| Европа  | Франция           | amazon.fr     | Август 2000   |                                                                                                 |
| Европа  | Германия          | amazon.de     | Октябрь 1998  |                                                                                                 |
| Европа  | Италия            | amazon.it     | Ноябрь 2010   |                                                                                                 |
| Европа  | Нидерланды        | amazon.nl     | Ноябрь 2014   | Сначала в продаже были только книги (в том числе электронные), полностью открылся в марте 2020. |
| Европа  | Польша            | amazon.pl     | Март 2021     |                                                                                                 |
| Европа  | Испания           | amazon.es     | Сентябрь 2011 |                                                                                                 |
| Европа  | Швеция            | amazon.se     | Октябрь 2020  |                                                                                                 |
| Европа  | Великобритания    | amazon.co.uk  | Октябрь 1998  |                                                                                                 |
| Океания | Австралия         | amazon.com.au | Ноябрь 2017   |                                                                                                 |

### Работа в Amazon
Amazon славится своими жёсткими условиями работы. Компания использует систему метрик, соревнования между сотрудниками и негативный отбор, что заставляет сотрудников «либо выходить за пределы своих возможностей, либо выгорать на работе».
Работники компании также сообщали о сверхурочной работе в чёрную пятницу, неприспособленные для работы склады и слежку за сотрудниками со стороны корпорации.
В отчёте Open Markets Institute по условиям труда в Amazon утверждается, что работники фирмы находятся под постоянным контролем руководства, подвергаются дискриминации и рискуют быть уволенными по неизвестным причинам. В частности, отмечается, что Amazon устанавливает камеры наблюдения на рабочих местах, регулярно увольняет сотрудников, отстающих от производственных норм, и не учитывает отдельные виды травматизма на производстве.
От сотрудников склада в Стаффордшире в 2018 году поступала информация, что работники не могли сходить в туалет и мочились в бутылки прямо на рабочем месте из-за боязни того, что автоматическая система штрафов от Amazon выпишет рабочему штраф. В 2021 году руководство компании признало факт того, что водители компании не имеют времени на походы в туалет, и обещало решить проблему. Наличие подобной проблемы на складах компании отрицается.
Amazon известна своей антипрофсоюзной политикой. Так, перед голосованием за создание профсоюза на складе в городе Бессемер рабочие со склада заявляли о том, что руководство компании мешает проведению голосования. Например, администрация склада начала вешать антипрофсоюзные постеры в туалетах склада, проводила обязательные антипрофсоюзные тренинги, а также отправляла сообщения, которые осуждали профсоюзы, через корпоративные приложения и на телефоны.
Первая успешная попытка создания профсоюза прошла на складе JFK8 в Нью-Йорке. После успешного голосования руководство компании Amazon решило оспорить результаты, заявив, что профсоюзные активисты с целью получения голосов работников раздавали марихуану и угрожали рабочим-мигрантам лишением льгот.

### Финансовое положение
|                      | 2010  | 2011  | 2012  | 2013  | 2014  | 2015  | 2016  | 2017  | 2018  | 2019  | 2020  | 2021  | 2022   |
| -------------------- | ----- | ----- | ----- | ----- | ----- | ----- | ----- | ----- | ----- | ----- | ----- | ----- | ------ |
| Выручка              | 34,20 | 48,08 | 61,09 | 74,45 | 88,99 | 107,0 | 136,0 | 177,9 | 232,9 | 280,5 | 386,1 | 469,8 | 514,0  |
| Операционная прибыль | 1,41  | 0,86  | 0,68  | 0,75  | 0,18  | 2,23  | 4,19  | 4,11  | 12,42 | 14,54 | 22,90 | 24,88 | 12,25  |
| Чистая прибыль       | 1,15  | 0,63  | -0,04 | 0,27  | -0,24 | 0,6   | 2,37  | 3,03  | 10,07 | 11,59 | 21,33 | 33,36 | -2,722 |
| Активы               | 18,8  | 25,28 | 32,56 | 40,16 | 54,51 | 64,75 | 83,4  | 131,3 | 162,7 | 225,3 | 321,2 | 420,5 | 462,7  |

## Собственники и руководство
- Джеффри Безос — основатель, крупнейший акционер и председатель совета директоров с 1994 года; с 1996 по 2021 год был также главным исполнительным директором (CEO) компании. Доля Безоса в компании составляет около 10 %, что сделало его по состоянию на 2022 год вторым самым богатым человеком в мире[55][56].
- Эндрю Р. Джесси — президент и CEO с июля 2021 года, ранее глава Amazon Web Services[57].

Институциональным инвесторам по состоянию на начало 2023 года принадлежало 58 % акций, крупнейшими из них были: The Vanguard Group (6,9 %), BlackRock (5,7 %), State Street Global Advisors (3,2 %), FMR Co., Inc. (2,9 %), T. Rowe Price Associates, Inc. (2,8 %), Geode Capital Management (1,5 %), Morgan Stanley (1,2 %), Capital Research Global Investors (1,0 %).

## Факты
- «Центр распределения» компании, расположенный в городе Шерц[англ.] (штат Техас), имеет площадь 117 450 м² и занимает 12-ю строчку в списке крупнейших зданий и сооружений мира (по площади на земле).
- В период с 2015 по 2016 год Amazon спонсировала выпуск американской версии сериала под названием «Бешеные псы», позаимствовав некоторых актёров из британской версии проекта[59].
- 6 июля 2020 года цена за акцию компании впервые превысила 3 тыс. долларов США[60]. Цена акции при размещении на бирже в 1997 году составляла 28 долларов США.
- На 8 июля 2020 года, капитализация Amazon превысила 1,5 триллиона $. Отныне Amazon стоит на третьем месте после Apple (1,64 триллиона $) и Майкрософт (1,6 триллиона $) по стоимости на фондовом рынке.
- 1 февраля 2024 года российский суд оштрафовал Amazon на 2 миллиона рублей за неудаление контента, признанного незаконным в РФ[61].